# Gelbwurst

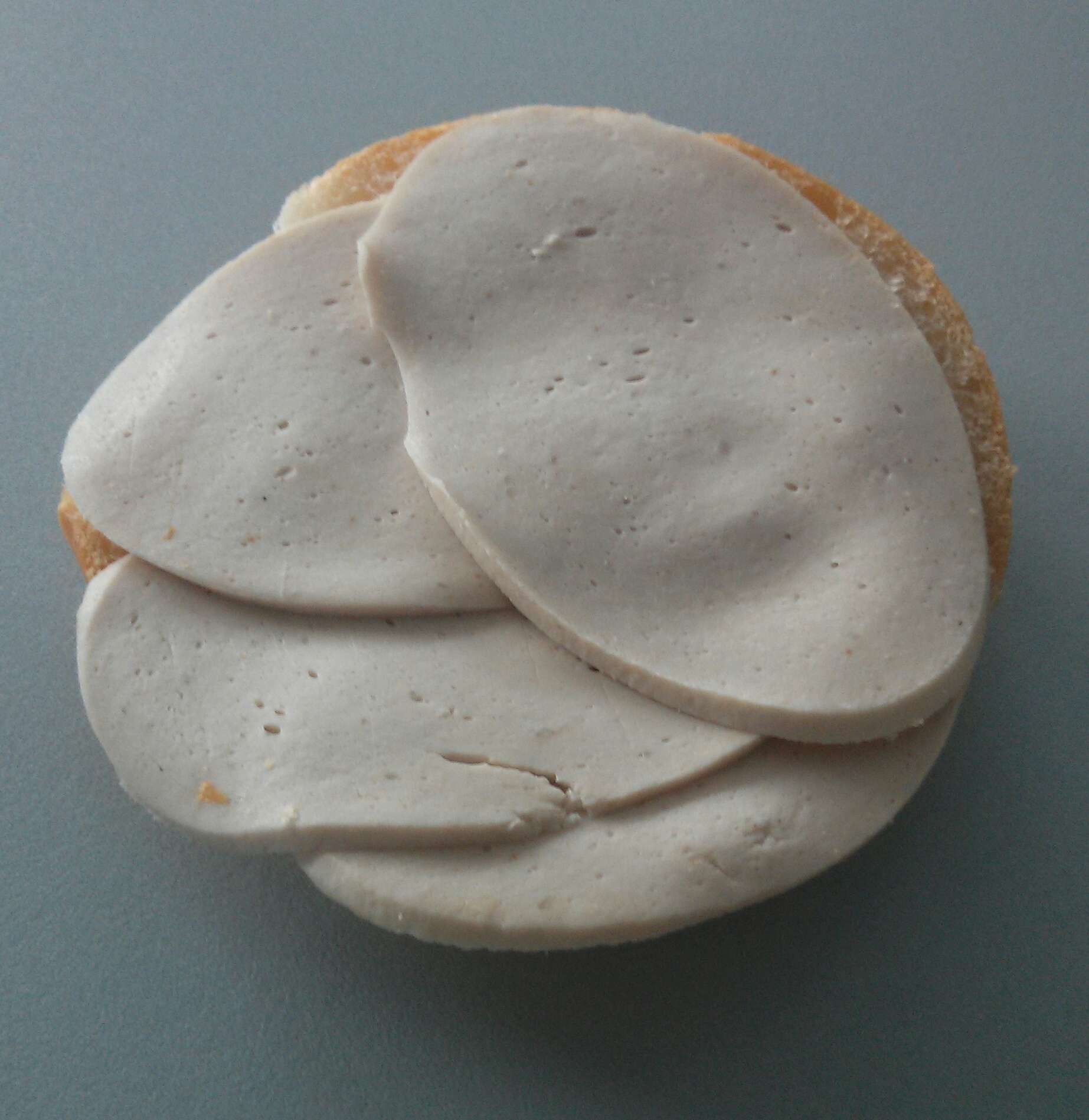
Fatias de Gelbwurst sobre um pão

Gelbwurst, que significa "salsicha amarela", é um tipo de salsicha oriundo da Baviera, na Alemanha.

## Descrição
Sua invenção se deu em 1905, feita de carne de porco, vitela e vários temperos (tais como gengibre e noz moscada). Tradicionalmente, a salsicha continha miolos (cérebro), mas isto não mais acontece, ainda que eventualmente este modelo ainda seja chamado de Hirnwurst (“salsicha de miolos”) em certas regiões da Alemanha. Gelbwurst possui tom branco-amarelado e usualmente seu invólucro é amarelo ou laranja.